# Джон Константин
Джон Константин (англ. John Constantine) — вигаданий персонаж, детектив-окультист серії коміксів імпринту Vertigo видавництва DC Comics. Вперше з'явився в 37-му випуску коміксу Swamp Thing (лютий 1985). Творці: Алан Мур, Стів Біссетт і Джон Тотлбен. Константин є головним позитивним героєм серії коміксів Hellblazer.
Титулований іменем «Пекельний Піджак Константин» — чорнокнижник із робітничого класу, окультний детектив і шахрай із Ліверпуля, який дислокується в Лондоні. Він відомий своїм нескінченним цинізмом, незграбною незворушністю, нещадною хитрістю та постійним курінням, але він також пристрасний гуманітарій, керований щирим бажанням зробити щось хороше у своєму житті. Спочатку персонаж другого плану, який зіграв ключову роль у сюжетній лінії«American Gothic» Swamp Thing, Константин отримав власний комікс у 1988 році. Візуальним натхненням для персонажа був музикант Стінг.
Серія коміксу Hellblazer була найдовшою та найуспішнішою назвою Vertigo imprint DC. Журнал Empire поставила Константина третім у своєму рейтингу 50 найкращих персонажів коміксів усіх часів, тоді як IGN поставив його під 29 місце у своєму рейтингу 100 найкращих героїв коміксів, а персонаж посів 10 місце в списку 200 найкращих персонажів коміксів Wizard за весь час. 
Персонаж дебютував у фільмі «Constantine» (2005), роль якого зіграв Кіану Рівз. У телесеріалі «Константин», головного героя зіграв Метт Райан, який пізніше зіграв  свого персонажа в мультивсесвіті Arrowverse: Arrow, Legends of Tomorrow і The Flash, а також у кількох анімаційних фільмах. Пізніше Дженна Коулман зіграла жіночу версію персонажа (і її предка ) у телесеріалі «Пісочна людина», адаптувавши обидві ролі Константіна із коміксів.

## Створення
Вперше персонаж з'явився 4 лютого 1985 у серії коміксів жахів «The Saga of the Swamp Thing», де виконував роль «надприродного радника» головного героя.
У ранніх появах Джон Константин зображувався як чарівник з сумнівними моральними засадами. За основу зовнішнього вигляду героя був узятий музикант Стінг, точніше його зовнішній вигляд у фільмі «Квадрофенія». Алан Мур створив свого персонажа слідом за художниками Стівеном Біссеттом і Джоном Тотлбеном — фанатів гурту The Police, що прагнули намалювати героя, схожого на цього співака.
Стівен та Джон раніше намалювали принаймні одного персонажа, котрий був схожий на Стінга і мимохідь був помічений як фонова фігура в футболці з чорними та червоними смугами в Swamp Thing #25. У перших появах Swamp Thing, персонаж намальований із помітною схожістю на Стінга, а в «Swamp Thing #51» Константин вже з’являється на човні з ім’ям Гордий Гордон Самнер.
Офіційний дебют Джона Константина відбувся лише до «Swamp Thing #37», коли його намалювали Рік Вейтч і Тотлебен. «Crisis on Infinite Earths #4», його друга офіційна поява в епізодичній ролі, вийшла через два тижні після виходу «Swamp Thing #37». У цьому випуску, написаному Марвом Вульфманом і намальованому Джорджем Пересом, Константин одягнений у зелений костюм, а не в більш традиційний чорний костюм і коричневий плащ. Мур описує, як Константин був витягнутий з низки захованих в голові Мура «справді хороших ідей...про серійних вбивць, будинок Вінчестерів, і...бажання намалювати Стінга в історії». Називаючи ці розрізнені нитки «великою інтелектуальною головоломкою», Константин був результатом «зібрати до купи все разом». Спочатку створений «чисто для того, щоб залучити Стінга до історії», під час ComicCon у Сан-Дієго в 1985 році Мур заявив: «Тепер він перетворюється на щось більше». Внесок Вейтча полягав у тому, щоб подарувати Константину сережку, імплементація в персонаж якої вважалося ризикованим для 1985 року.
У 1985 році на запитання про схожість між Джоном Константином і персонажем по імені Барон Вінтерс (з коміксу «Night Force»), Мур сказав, що він «великий фанат» коміксу «Night Force» та творчості Марва Вульфмана, але «не має наміру злизати персонажа з Барона». Він сказав:
З Константином я не знаю, про кого я думав. Я просто хотів створити персонажа, який знає все, і знає всіх — який буде справді харизматичним. Того, хто знає черниць, політиків і байкерів та ніколи не вагається перед тим як діяти. Я припускаю, що є схожість із Бароном Вінтерсом у тому, що він ще один маніпулятивний персонаж, з яким працює купа агентів.
Константин і Вінтерс познайомилися під час роботи Мура над «Swamp Thing», а потім у коміксі «Книги магії» Ніла Ґеймана.

У 1993 році в інтерв'ю журналу коміксів «Wizard» Мур розповів про це:
Однією з тих ранніх заміток було те, що вони обидва хотіли зробити персонажа, схожого на Стінга. Я думаю, що DC боїться, що Стінг подасть на них до суду, хоча Стінг бачив персонажа і прокоментував його в Rolling Stone, що вважає його чудовим. Йому було дуже приємно мати комічного персонажа, схожого на нього, але DC переживає через такі речі. Вони почали викорінювати всі сліди згадок у вступі до ранніх книг про «Swamp Thing» про схожість Джона Константіна зі Стінгом. Але я можу категорично заявити, що цей персонаж існував лише тому, що Стів і Джон хотіли зробити персонажа, схожого на Стінга. Отримавши такий виклик, як я міг вписати Стінга в «Swamp Thing»? У мене є ідея, що більшість містиків у коміксах - це, як правило, люди похилого віку, дуже суворі, дуже правильні, багато в чому представники середнього класу. Вони зовсім не функціональні на вулиці. Мені спало на думку, що було б цікаво хоч раз зробити майже чаклуна який би був схожий на синього комірця. Когось, хто був би вуличним, з робітничого класу, з іншого середовища, ніж стандартні містики з коміксів. Константин почав рости з цього зерна.
У 1988 році Константин отримав власний псевдонім — Hellblazer. У 1993 році, з запуском видавництва Vertigo Comics, Hellblazer став офіційною публікацією Vertigo. Це був найдовший безперервно публікований випуск Vertigo. До запуску лінії Vertigo Константин з'являвся в декількох виданнях Всесвіту DC, але протягом багатьох років після цього редакційна політика забороняла використовувати Константина поза лінією Vertigo. Політика була змінена в 2011 році, коли версія Константина з'явилася в кросовері Всесвіту DC «Найясніший день», спін-офф серіалі «Наслідки найяскравішого дня: Пошуки болотяної істоти». 2011 року Пітер Мілліган додав його до інавгураційного ключового списку серіалу «The New 52» та «Темна Ліга Справедливості». Мілліган почав писати «Темну Лігу Справедливості» одночасно з серіалом «Hellblazer», бувши сценаристом обох серіалів. В інтерв'ю Мілліган розповів Newsarama:
Так. Вибачте за це. Я почувався досить погано, і це було досить дивно, сидячи на кількох панелях, а потім даючи кілька інтерв'ю, де я не міг сказати, що писатиму "Константина" для DCU. Але мушу сказати, що це не змінило моїх слів, яких я й досі дотримуюся. А саме: наскільки я розумію, важливо, щоб Константин Vertigo і Константин DCU були відокремленими, без будь-яких перетинів. DCU Константин повинен бути хлопцем, якого ми знаємо і любимо, з тими ж недоліками - інакше який сенс його використовувати? Але коли я пишу його, він молодший і, можливо, пережив трохи менше, ніж той побитий старіючий дідуган, якого ми зустрічаємо у Vertigo. На відміну від мого Константина з Vertigo, хлопець, якого ми бачимо в JLA Dark, точно не одружений! Я також казав і вірю, що середньостатистичний читач DC - "Vertigo" і DCU - достатньо досвідчений, щоб читати обидві версії, не плутаючись.— Rogers, Vaneta (June 9, 2011). "Justice League Dark interview with Peter Milligan". Newsarama. Retrieved June 14, 2011.
Починаючи з 9-го номеру «Темної Ліги Справедливості», Джефф Лемір взяв на себе обов'язки автора серії, замінивши Міллігана, який залишився працювати над «Vertigo». Лемір сказав, що вважає «Темну Лігу Справедливості» роботою своєї мрії в DC Comics, тому що Константин - один з його найулюбленіших персонажів не тільки в коміксах, але й у всій художній літературі. Лемір також пожартував, що хоча Константин, Затанна і Дедмен залишаться в команді, команда зміниться в його дебютній арці і розшириться.

### Характеристика
Незважаючи на співчутливий гуманізм, який намагається подолати вплив Неба і Пекла на людство, і незважаючи на його періодичні набіги на героїзм, Константин - нецензурний, розчарований британський цинік, який прагне життя, пов'язаного з чаклунством і небезпекою. Його мотивація пояснюється адреналіновою залежністю, яку може задовольнити лише дивне і містичне. Він також здається чимось на кшталт«магніту для різного роду дивацтв» (термін, який також використовується для опису Константина). Він показаний як людина з широким міжнародним колом контактів і союзників, яка вміє заводити друзів. У той же час, його близькі друзі неминуче страждають або навіть гинуть, просто будучи в його житті; це залишило на ньому важкий відбиток. У №69, коли Король вампірів убив чоловіка, який спав поруч з ним, і випадково запитав, чи був він його другом, Джон відповів: «Мабуть, так. Він мертвий».

### Магічні сили
Константин також має репутацію одного з наймогутніших чаклунів у світі. Незважаючи на це, він рідко використовує магію, натомість воліє використовувати свій розум, щоб обдурити своїх супротивників. Константина також називають «Постійним» через те, що весь його родовід певною мірою пов'язаний з окультизмом. Багато його предків були чаклунами з різних епох історії і брали участь у багатьох відомих історичних подіях. Деякі з його предків зіграли ролі в інших творах, окрім «Hellblazer», таких як «Бетмен: Орден звірів», «Пісочний чоловік» та «Книги магії».
Константин — хитрий і досвідчений окультист і чаклун, що володіє містичними знаннями. Саме ці якості допомагають йому перемагати. Грубою силою екзорциста здолати цілком можливо — фізична міць у нього така ж, як у звичайної людини. І хоч Джон часто використовує зброю і вдається до брудних прийомів, утім сильнішого супротивника він вважає за краще уникати.
Кров Константина була зіпсована демонами — спочатку переливанням крові від Нергала, і пізніше, в спілкуванні з Сукубами, внаслідок чого його кров набула властивість загоювати рани і діяла як захисний механізм.

### Сексуальна приналежність
Константин - бісексуал, що вперше було встановлено в коміксі 1992 року, в якому побіжно згадувалося, що у нього були колишні чоловіки і жінки.  У ранніх історіях він зустрічався виключно з жінками, хоча в«Попіл і пил у місті ангелів» показано, що він мав стосунки і з чоловіками. Його романтичні стосунки в «Новій 52-й» включали численних партнерів, найбільш значущими з яких були Затанна, а також чаклун Нік Некро; всі вони були пов'язані з недовірою і взаємними розчаруваннями. Перезапуск «Constantine the Hellblazer #1 (2015)» підтвердив бісексуальність Костянтина через його взаємодію з чоловічими та жіночими персонажами у випуску. Пізніші випуски Constantine the Hellblazer зображували закоханість Джона в бармена на ім'я Олівер, з яким він зустрічався. У фільмі 2020 року «Темна Ліга Справедливості: Війна Апокаліпсиса» Костянтин розкриває, що Король Акула - його колишній.

### Вбрання
Хоча Константин носив багато одягу протягом багатьох років, спочатку його зображували часто в синьому костюмі в смужку, коричневому тренчі та іноді в рукавичках. З розвитком серіалу його фірмовим вбранням став більш грубий (або, можливо, такий самий, просто старіший) тренч, біла сорочка і чорна або червона краватка, але зрештою він повернувся до своєї ранньої моди. Костянтин курить сигарети Silk Cut, викурюючи близько 30 штук на день. Костянтин також час від часу руйнує четверту стіну, де він розмовляє з читачем і сам розповідає історію.

### Старіння персонажа в реальному часі
Константин незвичайний серед персонажів коміксів тим, що він старіє в реальному часі з моменту свого створення. Протягом першого року своєї сольної серії Костянтин відсвяткував свій 35-й день народження. У відповідному номері Костянтин читає газету, коли помічає, що дата на обкладинці - його день народження, тобто 10 травня 1953 року. П'ять років по тому, 10 травня 1993 року, йому виповнилося 40 років. У Hellblazer неодноразово згадувалося, що процес старіння самого Константина може відрізнятися через демонічну кров, яку він отримав від Нергала. В інтерв'ю 2011 року співвидавець DC Ден ДіДіо сказав: «Константину у всесвіті Vertigo за 60, а у всесвіті DC персонаж помітно молодший».

## Біографія вигаданого персонажа

### Молоді роки
У перших появах Джона Костянтина в «Swamp Thing» його минуле було загадкою. Його життя як дитини та юнака не розвивалося до оповідань Джеймі Делано в «Hellblazer». Він народився в Ліверпулі 10 травня 1953 року в сім'ї Мері Енн і Томаса Константіна. Мері Енн померла, народжуючи його та його мертвонародженого брата-близнюка, тому що попередній аборт, до якого її примусив Томас, послабив її матку. Оскільки він не міг прийняти відповідальність за смерть своєї дружини, Томас звинуватив Джона, і пара виросла з глибокою неприязню один до одного. Перебуваючи в утробі матері, Джон задушив свого брата-близнюка власною пуповиною. Тим часом у паралельному всесвіті близнюк виживає, щоб стати улюбленим і добре пристосованим чарівником, яким Джон ніколи не був.
У дитинстві Джон і його старша сестра Шеріл недовго жили у своїх тітки і дядька в Нортгемптоні, щоб врятуватися від алкоголізму свого батька і подальшого ув'язнення за крадіжку нижньої білизни сусідки. Вони повернулися до Ліверпуля, коли їхнього батька звільнили. Кровна лінія та походження Джона були відомі як маги, що сміються, легендарні маги, які мають владу над синхронністю та були сумно відомі тим, що блефували та обманювали богів. Таким чином його походження пізніше спонукає брати участь у його родоводі та займатися магією. Одним із перших магічних актів Джона, коли він був дитиною, було сховати всю свою дитячу невинність і вразливість у скриньці, щоб позбутися від них. Пізніше, у 1960-х роках, підліток Джон втік з дому після того, як через невдале прокляття його батько висохнув і ослаб. Зрештою в 1969 році Джон оселився в Лондоні, мешкаючи в кімнаті з Чесом Чендлером, який згодом став його найближчим і найдовшим другом.
У 1970-х роках Джон долучився до окультних кіл у Лондоні. Він подорожував іншими країнами і відвідав Сан-Франциско, де почав зустрічатися з Затанною Затарою, жінкою-чарівницею, з якою раніше познайомився в Нью-Йорку. Він також став шанувальником панк-року і після виступу гурту Sex Pistols у лондонському клубі Roxy в 1977 році, він коротко обрізав своє довге волосся, назвався Джонні Кон-Джоб і створив гурт Mucous Membrane. До складу гурту увійшли Чендлер (як роуді), барабанщик на ім'я Біно та уродженець Ліверпуля Гарі Лестер. Вони випустили альбом під назвою «Venus of the Hardsell». У 1980-х роках Джон також виступав як сценічний фокусник, де прославився тим, що передбачив замах на Рональда Рейгана.
Перша спроба окультного "героїзму" Джона закінчилася катастрофою. Під час гастролей з «Mucous Membrane» у клубі «Казанова» в Ньюкаслі-алон-Тайні він виявив, що наслідки магічної оргії пішли жахливо не так: дитина на ім'я Астра Лог, що зазнала насильства, викликала огидне чудовисько, яке мстилося її батькові, розпусному власникові клубу, та іншим дорослим, які знущалися над нею, але монстр відмовлявся йти геть. З притаманною йому нерозсудливістю Джон переконав деяких членів гурту та кількох друзів-окультистів спробувати знищити істоту, викликавши власного демона. На жаль, цей демон не був їм підконтрольний і почав мучити друзів Джона після того, як знищив іншого демона, перш ніж забрати Астру в пекло. Джон викликав демона одним з його імен, але не його справжнім ім'ям Нергал, яке було б необхідним для того, щоб зв'язати і контролювати демона. Нергал став постійним антагоністом протягом усього серіалу. Після цього інциденту у Джона стався нервовий зрив, і його помістили до психіатричної лікарні Равенскара, куди він то потрапляв, то виходив з неї протягом багатьох років.
Провина за Астру тяжіла над Джоном протягом багатьох років. У середині 40-х років він за допомогою магії та хитрощів звільнив не лише її, але й душі всіх інших дітей, що опинилися в пеклі. Що ж до решти "Ньюкаслської команди", то цей інцидент залишив по собі як фізичні, так і психологічні шрами. Після того, як Дрім допоміг Джону забрати пісок у вмираючої колишньої дівчини Джона, Рейчел, Дрім, у свою чергу, позбавляє Константина від нічних кошмарів, які мучили його з моменту інциденту.

## В медіа-продукції
- 2005 рік, вийшов фільм Константин: Володар темряви, головну роль у якому виконав Кіану Рівз
- 2014 рік, відбулася прем'єра серіалу «Константин» Ніла Маршалла